# Cyclocoeloma tuberculata
Cyclocoeloma tuberculata · Crabe-araignée décorateur
Genre
Espèce
Cyclocoeloma tuberculata, communément nommé Crabe-araignée décorateur, est une espèce de crustacés de la famille des Majidae. C'est la seule espèce du genre Cyclocoeloma.

## Description et caractéristiques
Cyclocoeloma tuberculata est un crabe-araignée de petite taille, sa carapace atteint en moyenne 45 mm du rostre à la pointe postérieure. La partie antérieure de la carapace s'avance et se détache particulièrement par rapport au reste de la carapace, qui est très arrondie, formant ainsi une sorte de tête avec les yeux qui sont positionnés latéralement. Cependant, il est assez difficile d'observer la forme de la carapace sur un individu vivant car cette dernière est couverte d'anémones. Les quatre paires de pattes ambulatoires sont généralement de couleur crème avec des bandeaux bruns. Les pinces sont relativement de taille réduite.
La particularité de ce crabe-araignée est la capacité de se camoufler afin d'être moins visible des éventuels prédateurs et de pouvoir être ainsi actif de jour. Cette espèce se couvre la carapace, via ses poils crochus, d' anémones de mer ou anthozoaires et plus particulièrement des espèces appartenant à la famille des Discosomatidae, il fixe également des coraux mous de la famille des Xeniidae sur ses pattes.

## Habitat et répartition
Le Crabe-araignée décorateur est présent dans les eaux tropicales de la zone centrale de la région Indo-Pacifique. Il affectionne plus particulièrement les récifs riches en coraux durs lui permettant à la fois de s'y dissimuler et de trouver sa nourriture en abondance.